# Tidsanda
Tidsanda, även Zeitgeist (ett tyskt uttryck som bokstavligt översätts som: Zeit, tid; Geist, ande, betyder "tidsålderns och det dåvarande samhällets anda") avser det intellektuella, kulturella, etiska och politiska klimatet under en viss tidsperiod; jämför doxa och endoxa. På tyska har ordet många olika meningar, inklusive det faktum att Zeitgeist bara kan observeras i händelser som redan skett. I tysk 1700- och 1800-talsfilosofi är en Zeitgeist ("ålderns ande") en osynlig agent, kraft eller Daemon som dominerar egenskaperna hos en given epok i världshistorien.
Termen förknippas vanligtvis med Georg Wilhelm Friedrich Hegel, i kontrast till Hegels användning av Volksgeists  "nationell ande" och Weltgeists "världsanda". Dess myntande och popularisering föregår Hegel och kommer främst från Herder och Goethe. Andra filosofer som förknippades med sådana begrepp är Spencer och Voltaire.
Nutida användning av termen hänvisar ibland, mer vardagligt, till ett schema av mode eller modeflugor som föreskriver vad som anses vara acceptabelt eller smakfullt för en era: till exempel inom arkitekturområdet.

## Teori om ledarskap
Hegel använder i Phenomenology of the Spirit (1807) både världsanda och Volksgeist, men föredrar uttrycket Geist der Zeiten "tidsande" framför sammansättningen Zeitgeist.
Det hegelianska konceptet står i kontrast till teorin om Great Man av Thomas Carlyle, som ser historien som resultatet av hjältars och geniers handlingar, eftersom Hegel uppfattade sådana "stora män", närmare bestämt Napoleon, som "förkroppsligandet av världsanden" (Die Weltseele zu Pferde, "Världssjälen till häst"). Carlyle betonar att ledare inte blir ledare av öde eller av en slump. Istället har dessa individer egenskaper hos stora ledare och dessa egenskaper tillåter dem att erhålla maktpositioner.
Great Man-teori och tidsandateori kan inkluderas i två huvudsakliga tankeområden inom psykologi. Till exempel är Great Man-teorin mycket lik egenskapsmetoden. Egenskapsforskare är intresserade av att identifiera de olika personlighetsdrag som understryker mänskliga beteenden såsom konformitet, ledarskap eller andra sociala beteenden. Således är de överens om att ledarskap i första hand är en egenskap hos en individ och att vissa människor är predispositionerade att vara ledare medan andra är födda att följa dessa ledare. Däremot tror situationistforskare att socialt beteende är en produkt av samhället. Det vill säga social påverkan är det som bestämmer mänskliga beteenden. Därför är situationism av samma åsikt som tidsandateori – ledare skapas från den sociala miljön och formas utifrån situationen. Begreppet tidsanda relaterar också till den sociologiska tradition som härstammar från Émile Durkheim och som nyligen utvecklats till teori om socialt kapital, vilket exemplifieras av Patrik Hunouts arbete.
Dessa två perspektiv har kombinerats för att skapa det som kallas det interaktionella förhållningssättet till ledarskap. Detta tillvägagångssätt hävdar att ledarskap utvecklas genom att blanda personlighetsdrag och situationen. Vidare uttrycktes detta tillvägagångssätt av socialpsykologen Kurt Lewin med ekvationen B = f(P, E) där beteende (B) är en funktion (f) av personen (P) och miljön (E).

### I självhjälp och affärsmodeller
Chefer, riskkapitalister, journalister och författare har hävdat att idén om en tidsanda är användbar för att förstå framväxten av industrier, samtidiga uppfinningar och utvärdera det relativa värdet av innovationer. Malcolm Gladwell hävdade i sin bok, Outliers, att entreprenörer som lyckades ofta delar liknande egenskaper – tidig personlig eller betydande exponering för kunskap och färdigheter i de tidiga stadierna av en begynnande industri. Han föreslog att tidpunkten för engagemang i en bransch, och ofta även inom sport, påverkade sannolikheten för framgång. I Silicon Valley har ett antal människor (Peter Thiel, Alistair Davidson, Mac Levchin, Nicholas G. Carr, Vinod Khosla) hävdat att mycket innovation har formats av enkel tillgång till Internet, programvara med öppen källkod, komponentteknologier för både hårdvara och mjukvara (till exempel mjukvarubibliotek, mjukvara som en tjänst) och förmågan att nå smala marknader över hela världen på en global marknad. Peter Thiel har kommenterat: "Det finns så mycket inkrementalism nu."
I en tidsanda är antalet nya aktörer högt, differentiering i produkter med högt värde (den starkaste prediktorn för ny produktframgång) är svårare att uppnå, och affärsmodeller som betonar service och lösning över produkt och process kommer att öka framgången. Exempel är innovation inom produktupplevelse, juridiska rättigheter och kombinationserbjudanden, integritetsrättigheter och agentur (där företag agerar på uppdrag av kunder).

## Estetiskt mode
Hegel ansåg att konsten till sin natur speglade kulturen i den tid då den skapades. Kultur och konst är oupplösliga eftersom en enskild konstnär är en produkt av sin tid och därför för den kulturen till ett visst konstverk. Vidare trodde han att det i den moderna världen var omöjligt att producera klassisk konst, som han trodde representerade en "fri och etisk kultur", som mer berodde på konstfilosofin och konstteori, snarare än en återspegling av den sociala konstruktionen eller Zeitgeist där en given konstnär lever.
Denna användning av tidsanda görs i betydelsen av intellektuellt eller estetiskt läge eller modefluga. Forskning om empirisk estetik har undersökt förhållandet mellan tidsandan som tidsmässigt sammanhang och utvärderingen av kreativa verk. I en studie av den musikaliska originaliteten hos 15 618 klassiska musikteman undersöktes vikten av objektiva egenskaper och tidsanda för popularitet. Både den musikaliska originaliteten hos ett tema i förhållande till dess samtida verk (tidsandan), såväl som dess "absoluta" originalitet påverkade i liknande storleksordning ett temas popularitet. På samma sätt påverkade både objektiva drag och tidsmässiga sammanhang utvärderingen av språklig originalitet.